# Nobelpreis für Chemie
Der Nobelpreis für Chemie (auch Chemie-Nobelpreis, Schwedisch: Nobelpriset i kemi) ist einer der fünf von Alfred Nobel gestifteten Nobelpreise, die „denen zugeteilt werden, die […] der Menschheit den größten Nutzen geleistet haben.“ Im Auftrag der 1900 gegründeten Nobel-Stiftung wird er alljährlich von der Königlich Schwedischen Akademie der Wissenschaften vergeben und ist mit elf Millionen schwedischen Kronen (rund 1.004.000 Euro) dotiert.
Nach der Bekanntgabe des Preisträgers Anfang Oktober (traditionell am Tag nach der Bekanntgabe des Physikpreisträgers des Jahres) erfolgt die feierliche Übergabe durch den schwedischen König am 10. Dezember, dem Todestag des Preisstifters.

## Auswahlprozess

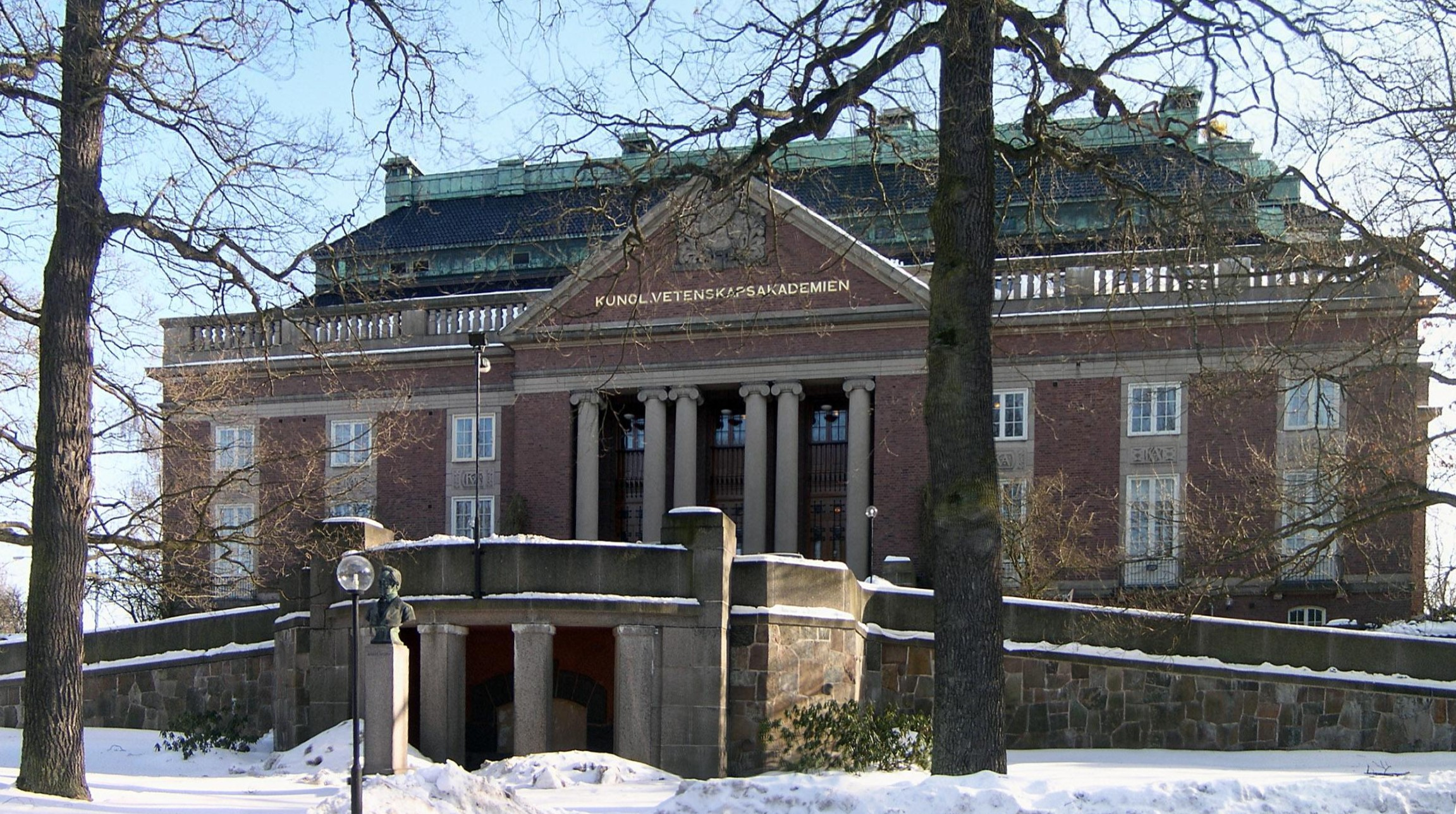
Die Königlich Schwedische Akademie der Wissenschaften, Hauptgebäude in Stockholm

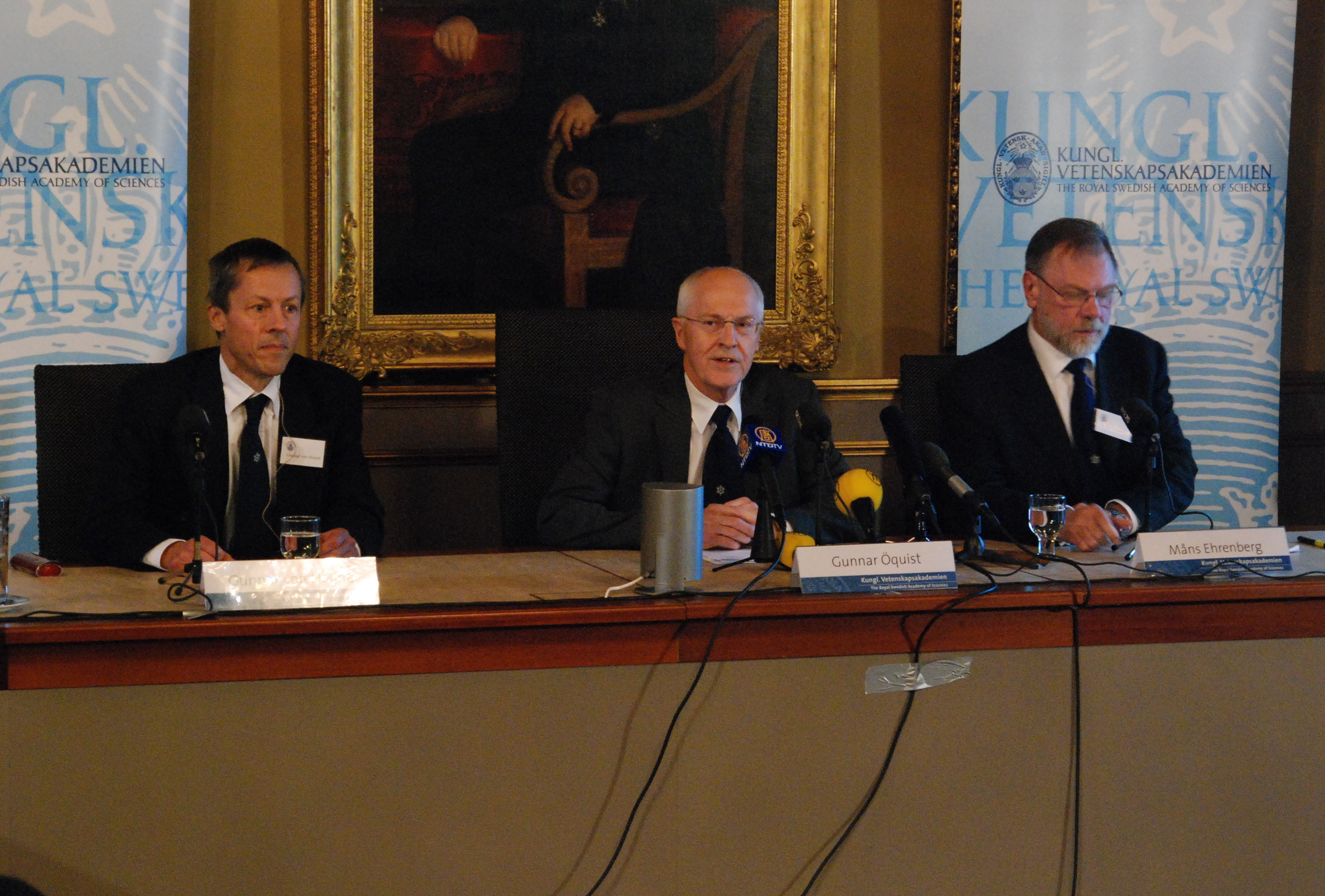
Verkündung der Nobelpreisträger 2008

Der Preis geht wie die anderen Nobelpreise auf Alfred Nobels Testament zurück:

”Kapitalet av utredningsmännen realiseradt till säkra värdepapper skall utgöra en fond, hvars ränta årligen utdelas som prisbelöning åt dem som under det förlupna året hafva gjort menskligheten den största nytta. Räntan delas i fem lika delar som tillfalla: […] en del den som har gjort den vigtigaste kemiska upptäckt eller förbättring […] Prisen för fysik och kemi utdelas av Svenska Vetenskapsakademien […] Det är min uttryckliga vilja att vid prisutdelningarna intet afseende fästes vid någon slags nationstillhörighet sålunda att den värdigaste erhåller priset antingen han är skandinav eller ej.”

„Das Kapital, das von den Nachlassverwaltern in sichere Wertpapiere realisiert wurde, soll einen Fonds bilden, dessen Zinsen jährlich als Preis an diejenigen ausgeteilt werden sollen, die im vergangenen Jahr der Menschheit den größten Nutzen erbracht haben. Die Zinsen werden in fünf gleiche Teile aufgeteilt: […] ein Teil an denjenigen, der die wichtigste chemische Entdeckung oder Verbesserung gemacht hat […] Die Preise für Physik und Chemie werden von der schwedischen Wissenschaftsakademie vergeben […] Es ist mein ausdrücklicher Wille, dass bei der Preisverteilung die Zuteilung nicht an irgendeiner Nationalität festgemacht wird, so dass der Würdigste den Preis erhält, ob er Skandinavier sei oder nicht.“

Die Organisation der Preisverleihung übernimmt die eigens für diesen Zweck gegründete Nobelstiftung.
Kandidaten können von früheren Nobelpreisträgern, Mitgliedern der Königlich Schwedischen Akademie der Wissenschaften und ausgewählten Universitätsfachkräften nominiert werden. Jeweils im September des Vorjahres der Preisverleihung bittet das Komitee die berechtigten Personen um Vorschläge, die bis zum 31. Januar beim Nobelkomitee eintreffen müssen.
Der Name und damit der Forschungsgebiete des Medizinnobelpreises wird oft fälschlich abgekürzt. Dies ist deshalb nicht korrekt, weil Alfred Nobels 1895 niedergelegter letzter Wille ausdrücklich die Physiologie einschließt. Die Physiologie umfasste damals und auch heute einen weitaus größeren Wissensbereich als die medizinische Physiologie – nämlich auch Gebiete, die heute der Biologie, der Biochemie oder Biophysik zugerechnet werden. So hatte das Karolinska Institutet, die schwedische medizinische Universität, schon immer einen weiten Spielraum in ihrer Auswahl der Preiskandidaten. Immer wieder werden dort bekannte Chemikerinnen und Chemiker in den Kreis der Laureaten einbezogen.
Die Leistungen der jährlich in der Regel über 250 vorgeschlagenen Wissenschaftler werden danach von unabhängigen Experten bewertet. Aufgrund dieser Bewertungen trifft das Komitee eine Vorauswahl und sendet einen von allen Mitgliedern unterzeichneten Bericht an die Königlich Schwedische Akademie, der in zwei Sitzungen von deren Klasse für Chemie diskutiert wird. Anfang Oktober schließlich stimmt die Akademie in einer Sitzung über die Vorschläge ab und teilt das Ergebnis in einer Pressekonferenz mit.
Grundsätzlich wird nur der Preisträger bekanntgegeben; die Namen der übrigen Kandidaten unterliegen ebenso wie Informationen über den gesamten Auswahlprozess einer 50-jährigen Sperrfrist.

## Preisverleihung
Die Preisträger werden zusammen mit den Physik-, Medizin-, Literatur- und Wirtschaftspreisträgern nach Stockholm eingeladen, wo am 10. Dezember, Nobels Todestag, die feierliche Überreichung der Nobelpreise durch den schwedischen König stattfindet. Neben einer Nobelmedaille und einem persönlichen Diplom erhält der Preisträger des Chemie-Nobelpreises ein Preisgeld von elf Millionen schwedischen Kronen (rund 1.004.000 Euro). Wird der Preis mehreren Personen (bis zu drei sind nach den Statuten der Nobelstiftung möglich) zuerkannt, wird diese Summe auf die Preisträger verteilt, wobei die genauen Anteile vom Komitee bestimmt werden.

## Preisträger

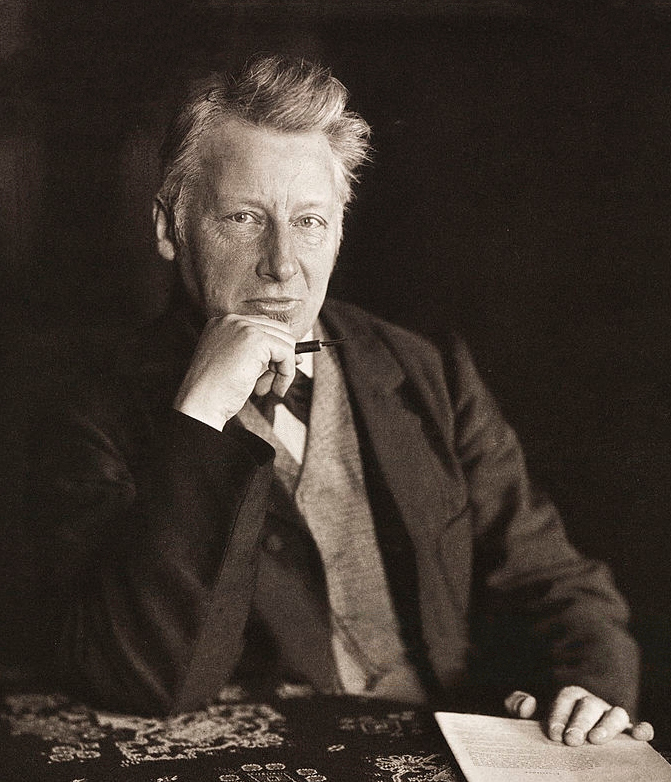
Der erste Preisträger Jacobus Henricus van ’t Hoff

Der Nobelpreis für Chemie wurde bisher 189 Personen zuerkannt (Stand: 2022).
- Der erste Preisträger 1901 war der Niederländer Jacobus Henricus van ’t Hoff.
- Neben Marie Curie (1911) erhielten sieben weitere Frauen den Chemie-Nobelpreis: 1935 deren Tochter Irène Joliot-Curie (gemeinsam mit ihrem Ehemann Frédéric Joliot-Curie), 1964 die Britin Dorothy Hodgkin, 2009 die Israelin Ada Yonath, 2018 die US-Amerikanerin Frances H. Arnold, 2020 die Französin Emmanuelle Charpentier und die US-Amerikanerin Jennifer Doudna sowie 2022 die US-Amerikanerin Carolyn Bertozzi.
- Die beiden einzigen zweifachen Preisträger waren Frederick Sanger und Karl Barry Sharpless. Sanger erhielt den Preis als alleiniger Preisträger im Jahr 1958 und wurde im Jahr 1980 ein zweites Mal mit dem Nobelpreis für Chemie ausgezeichnet, diesmal zusammen mit Paul Berg, dem der Preis zur Hälfte zuerkannt wurde, und Walter Gilbert. Sharpless wurde der Preis 2001 zusammen mit William S. Knowles und Ryōji Noyori zuerkannt, 2022 zusammen mit Carolyn Bertozzi und Morten Meldal.
- Zwei weitere Preisträger haben auch einen Nobelpreis in einer anderen Kategorie erhalten:
  - Die Preisträgerin des Jahres 1911, Marie Curie, war 1903 bereits mit dem Nobelpreis für Physik ausgezeichnet worden.
  - Linus Carl Pauling war Preisträger des Jahres 1954 und wurde außerdem 1962 für sein Engagement gegen Atomwaffen mit dem Friedensnobelpreis ausgezeichnet.
- Roger D. Kornberg, der Preisträger des Jahres 2006, ist der Sohn Arthur Kornbergs, dem gemeinsam mit Severo Ochoa der Nobelpreis für Physiologie oder Medizin des Jahres 1959 zuerkannt worden war.
- Es gab 63 Mal einen alleinigen Preisträger, 25 Mal teilten sich zwei und 26 Mal drei Personen den Preis (Stand: 2022).

Der britische Chemiker Christopher Kelk Ingold wurde 112 Mal für den Chemie-Nobelpreis nominiert, erhielt ihn aber nie.